# Sant'Andréa-di-Cotone
Sant'Andréa-di-Cotone é uma comuna francesa na região administrativa de Córsega, no departamento da Alta Córsega. Estende-se por uma área de 8,91 km². 